# Neville Lederle
Neville Lederle (Theunissen, Winburg, África do Sul, 25 de setembro de 1938 – Knysna, 17 de maio de 2019) foi um automobilista sul-africano que participou dos Grandes Prêmios da África do Sul em 1962 e 1965. Lederle marcou 1 ponto com o 6º lugar no Grande Prêmio da África do Sul de 1962.
Neville Lederle faleceu em sua casa, Knysna, aos 80 anos.